# Julia Stavickaja
Julia Stavickaja (* 3. Dezember 1997 in Bremen) ist eine deutsche rhythmische Sportgymnastin.

## Laufbahn
Für Bremen 1860 startend nahm Stavickaja 2011 erstmals an den Deutschen Juniorenmeisterschaften teil und wurde im Mehrkampf der 14-jährigen Vierte. Im Gerätefinale mit dem Reifen sicherte sie sich die Bronzemedaille. Im Jahr darauf konnte sie sich im Mehrkampf auf Rang drei verbessern. Auch für ihre Keulenübung bekam sie 2012 die Bronzemedaille.
Seit 2013 startet Julia Stavickaja im Seniorenbereich und konnte bei ihrer ersten Deutschen Meisterschaft in der Meisterklasse im Mehrkampf Platz sechs erreichen. In den Gerätefinals mit Ball und Band wurde sie Fünfte. Bei den Deutschen Meisterschaften 2014 in Halle wurde sie erneut Sechste im Mehrkampf. Erstmals war sie in allen Gerätefinals vertreten und konnte mit den Keulen Rang drei belegen.
Im Sommer 2014 wurde Stavickaja Mitglied der deutsche Nationalmannschaft Gruppe. Obwohl diese in Fellbach bei Stuttgart trainiert, ging sie weiterhin in Bremen zur Schule. Beim World Cup in Kasan im September 2014 belegte sie mit der Gruppe Platz acht im Mehrkampf. Bei den Weltmeisterschaften 2014 wurden sie Neunte im Mehrkampf. 2015 verpasste die Gruppe bei den Weltmeisterschaften die direkte Olympiaqualifikation. Bei den Olympischen Spielen belegte die Gruppe Rang zehn.
Obwohl sie ihre Karriere eigentlich beenden wollte, trainierte sie in Bremen wieder als Einzelgymnastin und konnte 2017 im Rahmen des  Deutschen Turnfestes Deutsche Meisterin mit dem Band werden. Auf Grund von personellen Engpässen kehrte Stavickaja im Sommer kurzfristig in die Nationalmannschaft Gruppe zurück und belegte mit ihr den 14. Platz bei den Weltmeisterschaften in Pesaro. 2018 wurde sie dreimal deutsche Vizemeisterin und durfte nach dem Ausfall einer anderen Gymnastin als Einzelgymnastin zu den Weltmeisterschaften in Sofia fahren, bei denen sie Rang 80 belegte. Im Jahr 2019 konnte Julia Stavickaja erneut drei Vizemeistertitel und zusätzlich den Titel mit den Keulen bei den Deutschen Meisterschaften gewinnen.

### Deutsche Meisterschaften
Von 2011 bis 2014 nahm Julia Stavickaja jedes Jahr an den Deutschen Meisterschaften im Einzel teil.
| Jahr | AK    | Mehrkampf | Reifen | Ball   | Keulen | Band   |
| ---- | ----- | --------- | ------ | ------ | ------ | ------ |
| 2011 | JLK14 | 4.        | 3.     | 6.     | 7. (Q) | 7. (Q) |
| 2012 | JLK15 | 3.        | 4.     | 5.     | 3.     | 5.     |
| 2013 | MK    | 6.        | 13.(Q) | 5.     | 8.(Q)  | 5.     |
| 2014 | MK    | 6.        | 6.     | 4.     | 3.     | 7.     |
| 2017 | MK    | 3.        | 2.     | 3.     | 6.     | 1.     |
| 2018 | MK    | 3.        | 2.     | 9. (Q) | 2.     | 2.     |
| 2019 | MK    | 2.        | 2.     | 2.     | 1.     | 4.     |